# Soechoj Superjet 100-vliegtuigongeluk in Indonesië
Het Soechoj Superjet 100-vliegtuigongeluk in Indonesië vond plaats op 9 mei 2012 bij de vulkaan Salak, nabij Bogor in de provincie West-Java in Indonesië. Een Soechoj Superjet 100 van Soechoj vloog tijdens een demonstratievlucht tegen een berg. Hierbij kwamen alle 45 inzittenden om het leven.
Het vliegtuig was vertrokken van luchthaven Halim Perdanakusuma in Jakarta, de hoofdstad van Indonesië. Het vliegtuig verdween woensdag van de radar ten zuiden van Jakarta, nadat het snel hoogte had verloren.

## Slachtoffers
Aan boord bevonden zich zevenendertig passagiers en acht Russische bemanningsleden. Onder de passagiers bevonden zich journalisten van Reuters en Trans TV en vertegenwoordigers van diverse Indonesische luchtvaartmaatschappijen.

## Oorzaak
Op 18 december 2012 werd het rapport over het onderzoek naar dit ongeluk gepubliceerd. Daarin stond dat het ongeluk werd veroorzaakt doordat de bemanning terreinwaarschuwingen niet in acht nam. Ze schreven deze waarschuwingen toe aan fouten in de database. Ze schakelden dit waarschuwingssysteem uit en waren zich er niet bewust van dat ze dicht bij bergen vlogen. De bemanning, waaronder de gezagvoerder, was in gesprek met potentiële klanten toen het vliegtuig tegen de berg vloog.
| Nationaliteit    | Passagiers | Bemanning | Totaal |
| ---------------- | ---------- | --------- | ------ |
| Indonesië        | 35         | 0         | 35     |
| Rusland          | 0          | 8         | 8      |
| Verenigde Staten | 1          | 0         | 1      |
| Frankrijk        | 1          | 0         | 1      |
| Totaal           | 37         | 8         | 45     |

bron:Reuters